# 例外状態
例外状態（れいがいじょうたい、Ausnahmezustand）は、一般に国家における非常事態を意味する。ドイツのカール・シュミットは、自らの政治思想をこの語と関連づけて説明したが、その訳語として「例外状態」という表現が用いられた（ドイツ語の「Ausnahme」が例外、「Zustand」が状態、状況を意味する語なので、より原語のニュアンスを生かそうとした訳語である）。また、近年、イタリアの哲学者ジョルジョ・アガンベンなどによって、アメリカ帝国主義と重ねて論じられている（『ホモ・サケル』）。

## カール・シュミットにおける「例外状態」
カール・シュミットは、議会制民主主義に対して批判を行った人物である。議会制民主主義における諸政党は、社会的・経済的な利権集団に過ぎず、国家に対して責任を欠いている。彼らは自らの利益のために立法を重ねるため、そうした体制下での「議会制民主主義の発展」とは、政治的倫理・理念を欠いた妥協のための技術が磨かれたにすぎない。
また彼は、（特定集団の経済的利害に左右されない）真正の政治が秩序をもたらし、その秩序のもとで法が形成されるのが望ましいと考える。しかし、議会制民主主義下の日常はこれとは異なっており、「民主的に」（＝様々な利権団体に翻弄され妥協を重ねながら）議会で法が定められるのが、議会制民主主義下の日常であると捉えている。
著書『政治神学』において、「主権者とは、例外状態に関して決断を下す者である。」と示されているように、彼にとって真正の政治が復権する状況の一つが「例外状態」であった。ヴァイマル憲法第48条（大統領緊急令など）は、非常事態（例外状態、Ausnahmezustand）において大統領が強力な執政権を行使することを認めており、たびたび国家的危機において緊急令が出されていた。とりわけ、世界恐慌後はヒンデンブルク大統領のもとで緊急令が濫発された。このヴァイマル共和国末期における権威主義的な体制は、彼の支持するところであった。